# X-BASIC
X-BASICは、シャープX68000用にハドソンおよびシャープが開発したBASIC言語である。
特徴としてはC言語に似た独自の構文をもった構造化言語であり、他の多くのBASICとは似ていないという印象が強い。一般にBASICには大文字を基本としているものが多いが、小文字を使うのも特徴である。

## セーブとロード
ユーザが記述した関数部分は行番号なしでsaveすることによって、ライブラリ的なファイルを作って再利用することも可能である（なお行番号なしでsaveされた関数を実行する際には、行番号付きでendよりも後の行にloadする必要がある）。

## 外部関数
X-BASICインタプリタ環境は、アセンブリ言語などで記述された機械語の外部モジュールを追加／削除することによって、インタプリタで処理できる外部関数の機能をカスタマイズできる仕様になっている。

## 構文
実行可能なコードでは、標準的なBASICと同様にすべての行の先頭に行番号を記述する。　トークンの大文字・小文字を区別し、予約ステートメントは小文字で記述される。
ブロックは、ブラケット文字{と}で囲んで複数行に渡って構文を記述することができる。

### 変数
変数は型を持ち、変数の宣言を記述する。
- 整数型 int 32ビット長の符号付き整数を扱う。
- 整数型 char 8ビット長の符号なし整数を扱う。
- 浮動小数点型 float 倍精度浮動小数点数を扱う。
- 文字列型 str 255文字以内の文字列を扱う。

### 配列
配列はdimステートメントを用いて定義し添字は(と)で括る。

### 制御
繰り返し制御には、for～nextの他に、breakおよびcotinueの制御が可能なwhile～endwhile、repeat～untilステートメントを有する。

### 関数
ユーザー関数の定義はendより後の行にて、func～endfuncステートメントを用いて定義することができ、引数は(と)の間にカンマで区切って変数の型を含めて定義する。

## コード例
```
 
10
 
/*
 
Tiny
 
EDITOR
 
ted
.
bas

 
20
 
str
 
fname
[
20
]

 
30
 
str
 
buff
[
200
]

 
40
 
int
 
fp
,
 
fc

 
50
 
char
 
CR
=
13
,
 
LF
=
10

 
60
 
/*

 
70
 
title
()

 
80
 
fninput
 
()

 
90
 
fp
=
fopen
(
fname
,
 
"c"
)

100
 
edit
()

110
 
fc
=
fclosc
(
fp
)

120
 
end

130
 
/*

140
 
func
 
title
()

150
 
str
 
dummy

160
   
cls

170
   
print
 
"これは簡易エデイタです。"

180
   
print
 
"メモなどを作成するときにお伎いください。"

190
   
print
 
"なお、すでに存在するファイル名を指定したときは、無条"

200
   
print
 
"件にそのファイルの内容を削除してしまいます。"

210
   
print

220
   
print
 
"                            何かキーを押してください  "
;

230
   
dummy
=
inkey$

240
   
cls

250
 
endfunc

260
 
func
 
fninput
()

270
   
print
 
"Input file name >"
;

280
   
linput
 
fname

290
 
endfunc

300
 
func
 
edit
()

310
   
print
 
"Input data(END =/)"
:
print

320
   
while
 
buff
 
<>
 
"/"

330
     
linput
 
">"
;
buff

340
      
if
 
buff
 
<>
 
"/"
 
then
 
{

350
        
fwrites
(
buff
,
fp
)

360
        
fputc
(
CR
,
fp
)

370
        
fputc
(
LF
,
fp
)

380
      
}

390
   
endwhile

400
 
endfunc

```

## コンパイル
X68000本体を購入すると標準で付属していたX-BASIC開発環境は、エディタ機能を持ったインタプリタであるが、別売りのCコンパイラを購入すると、X-BASICからC言語に変換するツールを用いて機械語にコンパイルして実行できる。

### 構文チェッカ
X-BASICとC言語の言語仕様では、演算子の優先順位などプログラミング上問題になりやすい若干の差異があったために、「XBAStoC CHECKER PRO-68K(CZ-260LS)」（BCチェッカ）という構文検査ツールが発売されていた。

## 関連書籍
- 荻野浩一郎、ほか 著、トーコーシステム監修 編『X68000X-BASIC入門』ビー・エヌ・エヌ、東京〈X68000 books 1〉、1988年。ISBN 4-89369-044-2。OCLC 47426273。全国書誌番号:89013958。
- 宮原哲也、深沢幸三『X68000活用研究 II:X-BASIC マスター編』 2巻、電波新聞社、東京。OCLC 47430054。